# Indra (Holst)
Indra is een symfonisch gedicht compositie van Gustav Holst. Het werk werd geschreven tijdens de Indiase periode van de componist. Hij was al bezig met wat uiteindelijk zijn opera Sita zou worden, toen hij Indra opleverde. Het grootste deel van het werk is in Berlijn geschreven tijdens een familiebezoek. Het instrumentale stuk geeft in een periode van droogte het gevecht weer tussen Indra (God van hemel, regen, storm) en Vritra (duivel en vertegenwoordiger van droogte). Holst laat Indra winnen. De klank is nauwelijks Indiaas te noemen, de enige binding die het met India heeft is het thema. 
De eerste die het werk dirigeerde was Sir Charles Hubert Parry. Hij gaf leiding aan het leerlingenorkest van het Royal College of Music, maar vond het werk maar matig. Holst trok zich de opmerkingen van zijn leermeester aan en nam het terug. Volgens Gustavs vriend Fritz Hart was Holst zeer teleurgesteld. Als gevolg van de opmerkingen verdween het in de la om er slechts af en toe uit te komen.
In 1988 werd er een opname gemaakt door het London Philharmonic Orchestra onder leiding van David Atherton. Het platenlabel Lyrita bracht het samen met ander werk van Holst uit (SRCD209). Daarna dook het werk weer onder. Het was nota bene de Finse dirigent Sakari Oramo, die het werk op 20 juni 2002 leidde en er promotie aan gaf. Het Pears-Britten Orchestra, opnieuw een leerlingenorkest, speelde het werk met Oramo tijdens het Aldeburgh Festival. De pers was niet echt lovend over het werk. Oramo nam het mee naar zijn “grote” orkest, het City of Birmingham Symphony Orchestra en zodoende kreeg het haar wereldpremière met dat beroepsorkest. Het is dan 29 mei 2004, meer dan honderd jaar na de voltooiing. Tijdens die uitvoering werd het werk gekoppeld aan:
- Gustav Holst: Indra
- Wolfgang Amadeus Mozart: Hoornconcert nr. 4
- Wolfgang Amadeus Mozart: Symfonie nr. 32)
- Edward Elgar: Enigmavariaties

Het aantal opnamen van dit werk steekt schril af met het aantal opnamen dat van zijn The Planets is verschenen. Indra is in 2013 terug te vinden op slechts twee compact discs:
- de eerdergenoemde opname op Lyrita
- een uitgave van Naxos, JoAnn Falletta leidt het Ulster Orchestra (oktober 2011).

Beide opnamen zijn aan de hand van het manuscript vastgelegd, want het werk is nooit officieel uitgegeven.      